# 渡辺由実
渡辺 由実（わたなべ ゆみ、1971年7月10日 - ）は、東海地方の元フリーアナウンサー。過去にタレントオフィスともだち、圭三プロダクションに所属していた。

## 来歴
愛知県名古屋市出身。同志社大学法学部卒業、同大学院法学研究科修士課程修了。
小学4年から高校3年までNHK名古屋児童劇団に所属し、舞台を中心に活動していた。大学進学後の1994年には香港観光協会のミス香鈴に、1995年には一宮七夕まつりのミス織物に選ばれ、第18期ミス女性自身海外リポーターも務めた。
大学院修了後に名古屋へ戻り、東海テレビの契約アナウンサーになる。その後も東海3県各局の番組に出演し、一時期沢木 由実（さわき ゆみ）の名でCBCテレビのドラマにも出演していた。
後に上京。活動名義を渡辺へ戻し、2006年夏から横浜エフエム放送（FMヨコハマ）のニュースアナウンサーを務めた。
気象予報士の資格を有しており、中京テレビとFMヨコハマでは気象関係の番組に出演していた。

## 出演

### テレビドラマ
- 中学生日記「がけっぷちのメルヘン」（1986年、NHK名古屋放送局）[5]
- ドラマ30 アゲイン〜ラヴ・ソングをもう一度〜（1999年 - 2000年、CBCテレビ）
- 幼稚園ゲーム〜お受験します!〜（2001年、CBCテレビ） - 不定期出演

### テレビ番組
- めざましテレビ（フジテレビ）
- 東海テレビスーパーニュース（東海テレビ） - 中継担当
- ドラゴンズTODAY（東海テレビ） - リポーター
- 東海フラッシュニュース（東海テレビ）
- 小堺＆ルーの極上！とびっきリスト（東海テレビ）
- ぴーかんテレビ 元気がいいね!（東海テレビ） - リポーター
- てれび博物館（東海テレビ） - ナレーター
- ○ミエTV（三重テレビ）
- みの・ひだ愛ランド（岐阜放送）
- はやおきクジラ（CBCテレビ） - アシスタント
- すばらしい三重（CBCテレビ）
- 情報BOX（CBCテレビ）
- 若いダイヤル（CBCテレビ） - リポーター
- 名古屋港便り（CBCテレビ） - リポーター
- 朝いち天気（中京テレビ） - お天気キャスター
- 情報ナウ A・CAFE（テレビ愛知） - 司会
- NEWS & WEATHER（FMヨコハマ） - キャスター

### ラジオ番組
- 伊藤秀志のGETSU▶KINラジオ三昧（CBCラジオ） - リポーター
- ラジオインフォマーシャル（CBCラジオ）
- エキワンファッションストリート（FM AICHI）

### ウェブサイト
- 愛知万博公式サイト - インフォメーションリポーター

### CM
- 平安閣「かしまし娘」編